# Indonézia himnusza
Az Indonesia Raya Indonézia nemzeti himnusza. A dalt 1928. október 28-án mutatta be a szerző, Wage Rudolf Supratman a Második Indonéz Ifjúsági Kongresszuson. A dal az egész szigetvilágra kiderjedő nemzeti mozgalom kezdetét jelölte, mely az egységes Indonézia ötletét támogatta a több önálló gyarmat létrejöttével szemben.
1945. augusztus 17-én, a független Indonézia kikiáltásának napján az Indonesia Raya első versszakát választották az ország nemzeti himnuszának.
Az Indonesia Raya-t zászlófelvonások alatt játsszák. A zászló a himnusz végére ér fel a zászlórúd csúcsára. A fő ceremóniát augusztus 17-én, a Függetlenség napján tartják.

## Története

### Indonéz Ifjúsági Kongresszus
1928-ban a fiatalok Indonézia minden területéről összegyűltek az Indonéz Ifjúsági Kongresszusra. A hivatalos találkozó célja a nemzeti függetlenségért való törtetés volt. A fáradozásokról hallva Wage Rudolf Supratman, egy fiatal riporter kapcsolatba lépett a szervezőkkel. Szándéka az volt, hogy tudósítson az eseményről, ám a szervezők a holland hatóságoktól való félelmükben arra kérték, ne tegye. Supratman ígéretet tett nekik, így szabad bejárást kapott az eseményre. Supratmant, aki egyben zenész és tanár is volt, annyira inspirálta a találkozó, hogy egy dalt kívánt írni a konferenciára. Hegedűjén lejátszotta az Indonesia című dalt, remélve, hogy egyszer nemzeti himnusz lesz belőle. A kottát magánál tartotta, mivel még nem érezte, hogy ideje lenne bemutatni.
Először 1928. október 28-án játszotta el hallgatóság előtt, a Második Indonéz Ifjúsági Kongresszuson.

### Terjesztés
A Második Indonéz Ifjúsági Kongresszus után az Indonesia szövegét több politikai és diákmozgalom is terjesztette. A sajtó szintén kulcsszerepet játszott a dal publikálásában. 1928. november 7-én a Soeloeh Ra'jat Indonesia napilap, november 10-én a Sin Po kínai hetilap publikálta a szöveget. 1929-ben Supratman a dal címét Indonesia Raya-ra változtatta, és az Indonézia nemzeti himnusza alcímet adta neki, a szöveg azonban nem változott. Supratman az új címmel röpiratok formájában terjesztette a dalt.
Yo Kim Tjan, a szerző egy vállalkozó barátja, érdeklődését fejezte ki az Indonesia Raya rögzítésével kapcsolatban. Supratman beleegyezésével Yo a tengerentúlon rögzítette a dalt, hogy a lehető legjobb minőségben terjeszthesse a felvételt Indonéziában. Mielőtt ezt megtehette volna, a holland hatóságok betiltották a dalt. Bár az eredeti felvételt nem vihette haza, a másolatokat Toko Populair nevű boltjában árusította.

### Szimfonikus változat
Jozef Cleber holland zenészt a holland kormány további 46 filharmonikussal Jakartába küldte, hogy segítsék az indonéz zenei fejlődést. "Jos" Cleber szülővárosában tapasztalt hangszerelőnek számított, aki elsősorban popdalokat hangszerelt (később Indonéziában is sikeres lett ilyen téren, a Di Bawah Sinar Bulan Purnama és Rangkaian Melati dalokkal). 1950-ben a Sukarno elnök felkérte, hogy hangszerelje a himnuszt. A kész interpretáció máig használatban van.
Az első versszak alatt a vonósok és a trombiták tuttija szól, míg a dal közepén a dallamot csak a vonósok játsszák. Az utolsó versszakban újabb tutti szól, kiegészülve a kürtökkel, üstdobokkal és cintányérokkal.
Az eredeti felvételt 1951-ben rögzítette a Jakartai rádió a Cosmopolitan Orchestra zenekarral és Jos Cleber vezényletével. 1997-ben készült el az újabb felvétel Ausztráliában Jos Cleber eredeti partitúrája alapján, melyet Jakartában tároltak.

### Tulajdonjog
1951-ben megkérdőjeleződött az Indonesia Raya tulajdonjoga. Sukarno elnök keresést rendelt el Supratman jogutódjának felkutatására. Mint szerző, övé volt a szerzői jog. Ez 1938-as halála után négy nővérére szállt. Mivel 1945. augusztus 17-én az Indonesia Raya az ország nemzeti himnusza lett, a munka az állam tulajdonába került. Wage Rudolf Supratmant, mint szerzőt, fel kell tüntetni.
Lévén nemzeti himnusz, az Indonesia Raya nem bocsátható áruba. A kormányé minden jog a dal terjesztésével kapcsolatban, beleértve a Yo Kim Tjan által rögzített eredeti felvételt. 1958-ban az állam kapta meg a szerzői jogot. 1960. május 31-én Supratman nővérei fejenként 250 000 indonéz rúpiát kaptak.

## Szöveg
| INDONESIA RAYA Wage Rudolf Supratman I Indonesia, tanah airkoe, Tanah toempah darahkoe, Disanalah akoe berdiri, Mendjaga Pandoe Iboekoe. Indonesia kebangsaankoe, Kebangsaan tanah airkoe, Marilah kita berseroe: "Indonesia Bersatoe". Hidoeplah tanahkoe, Hidoeplah neg'rikoe, Bangsakoe, djiwakoe, semoea, Bangoenlah rajatnja, Bangoenlah badannja, Oentoek Indonesia Raja. Refrén: Indones', Indones', Moelia, Moelia, Tanahkoe, neg'rikoe jang koetjinta. Indones', Indones', Moelia, Moelia, Hidoeplah Indonesia Raja. II Indonesia, tanah jang moelia, Tanah kita jang kaja, Disanalah akoe hidoep, Oentoek s'lama-lamanja. Indonesia, tanah poesaka, Poesaka kita semoeanja, Marilah kita berseroe: "Indonesia Bersatoe". Soeboerlah tanahnja, Soeboerlah djiwanja, Bangsanja, rajatnja, semoea, Sedarlah hatinja, Sedarlah boedinja, Oentoek Indonesia Raja. Refrén III Indonesia, tanah jang soetji, Bagi kita disini, Disanalah kita berdiri, Mendjaga Iboe sedjati. Indonesia, tanah berseri, Tanah jang terkoetjintai, Marilah kita berdjandji: "Indonesia Bersatoe" S'lamatlah rajatnja, S'lamatlah poet'ranja, Poelaoenja, laoetnja, semoea, Madjoelah neg'rinja, Madjoelah Pandoenja, Oentoek Indonesia Raja. Refrén | I Indonesia tanah airku, Tanah tumpah darahku, Disanalah aku berdiri, Djadi pandu ibuku. Indonesia kebangsaanku, Bangsa dan tanah airku, Marilah kita berseru, Indonesia bersatu. Hiduplah tanahku, Hiduplah neg'riku, Bangsaku, Rajatku, sem'wanja, Bangunlah djiwanja, Bangunlah badannja, Untuk Indonesia Raja. Refrén Indonesia Raja, Merdeka, merdeka, Tanahku, neg'riku jang kutjinta! Indonesia Raja, Merdeka, merdeka, Hiduplah Indonesia Raja. II Indonesia, tanah jang mulia, Tanah kita jang kaja, Disanalah aku berdiri, Untuk s'lama-lamanja. Indonesia, tanah pusaka, P'saka kita semuanja, Marilah kita mendoa, Indonesia bahagia. Suburlah tanahnja, Suburlah djiwanja, Bangsanja, Rajatnja, sem'wanja, Sadarlah hatinja, Sadarlah budinja, Untuk Indonesia Raja. Refrén III Indonesia, tanah jang sutji, Tanah kita jang sakti, Disanalah aku berdiri, Ndjaga ibu sejati. Indonesia, tanah berseri, Tanah jang aku sajangi, Marilah kita berdjandji, Indonesia abadi. S'lamatlah rakjatnja, S'lamatlah putranja, Pulaunja, lautnja, sem'wanja, Madjulah Neg'rinja, Madjulah pandunja, Untuk Indonesia Raja. Refrén | I Indonesia tanah airku, Tanah tumpah darahku, Di sanalah aku berdiri, Jadi pandu ibuku. Indonesia kebangsaanku, Bangsa dan tanah airku, Marilah kita berseru, Indonesia bersatu. Hiduplah tanahku, Hiduplah neg'riku, Bangsaku, Rakyatku, semuanya, Bangunlah jiwanya, Bangunlah badannya, Untuk Indonesia Raya. Refrén Indonesia Raya, Merdeka, merdeka, Tanahku, neg'riku yang kucinta! Indonesia Raya, Merdeka, merdeka, Hiduplah Indonesia Raya. II Indonesia, tanah yang mulia, Tanah kita yang kaya, Di sanalah aku berdiri, Untuk s'lama-lamanya. Indonesia, tanah pusaka, P'saka kita semuanya, Marilah kita mendoa, Indonesia bahagia. Suburlah tanahnya, Suburlah jiwanya, Bangsanya, Rakyatnya, semuanya, Sadarlah hatinya, Sadarlah budinya, Untuk Indonesia Raya. Refrén III Indonesia, tanah yang suci, Tanah kita yang sakti, Di sanalah aku berdiri, N'jaga ibu sejati. Indonesia, tanah berseri, Tanah yang aku sayangi, Marilah kita berjanji, Indonesia abadi. S'lamatlah rakyatnya, S'lamatlah putranya, Pulaunya, lautnya, semuanya, Majulah Neg'rinya, Majulah pandunya, Untuk Indonesia Raya. Refrén |

## Nemzeti himnusz
Az Indonéz alkotmány (Undang-Undang Dasar Republik Indonesia tahun 1945 <UUD 1945>) kimondja, hogy az Indonesia Raya az Indonéz Köztársaság nemzeti himnusza. A Peraturan Pemerintah Nomor 44 Tahun 1958 alapján az Indonesia Raya első versszaka a hivatalos szövege Indonézia nemzeti himnuszának.

### A nemzeti himnusz hivatalos szövege
a PP No.44 Th.1958 alapján
Indonesia, tanah airku
Tanah tumpah darahku
Di sanalah aku berdiri
Jadi pandu ibuku
Indonesia, kebangsaanku
Bangsa dan tanah airku
Marilah kita berseru
"Indonesia bersatu!"
Hiduplah tanahku, hiduplah negeriku
Bangsaku, rakyatku, semuanya
Bangunlah jiwanya, bangunlah badannya
Untuk Indonesia Raya
Refrén :
Indonesia Raya, merdeka, merdeka!
Tanahku, negeriku, yang kucinta
Indonesia Raya, merdeka, merdeka!
Hiduplah Indonesia Raya
Indonesia Raya, merdeka, merdeka!
Tanahku, negeriku, yang kucinta
Indonesia Raya, merdeka, merdeka!
Hiduplah Indonesia Raya